# میلواکوچا
میلواکوچا (به اسپانیایی: Milluacocha) یک کوه در پرو است که در منطقه انکاش واقع شده‌است. میلواکوچا ۵٬۴۰۴ متر بالاتر از سطح دریا واقع شده‌است.